# Husasău de Tinca
Husasău de Tinca is een Roemeense gemeente in het district Bihor.
Husasău de Tinca telt 2282 inwoners. Ten zuiden van de gemeente ligt Tinca (Bihor).